# Volkswagen Golf Plus
Volkswagen Golf Plus — компактвен, що виготовлявся концерном Volkswagen AG з 2004 по 2014 рік. Всього виготовлено 850 000 автомобілів.

## Опис
У грудні 2004 році, концерн Volkswagen AG анонсував випуск Golf Plus варіант Golf 5. Він на 9,5 см вищий, ніж стандартний Гольф, але на 15 см коротший, ніж інший компакт мінівен, семимісний Touran. У порівнянні з Volkswagen Golf кузов зазнав значних змін, змінено як передня частина кузова - оптика, крила, бампер, так і задня - інші задні двері, світлодіодні ліхтарі. У передніх стійках з'явилися трикутні віконця. Передня панель піднялася вгору, отримала 4 пари дефлекторів вентиляції, придбавши тим самим мінівени характер. Цю ж панель згодом стали встановлювати в VW Tiguan. За рахунок більш вертикальної посадки салон став просторішим, простір для ніг збільшилося як у водія, так і у пасажирів. Для збереження еталонної керованості, притаманної Гольф 5, при збільшенні висоти кузова, була трохи збільшена жорсткість підвіски.
Плюс може замінити універсал Golf 5 Variant.
У 2006 році на Паризькому автосалоні випустив новий кросовер Volkswagen CrossGolf, який є позашляховою версією Golf Plus. Він був розроблений брендом VW Individual, який розробив Golf R32 і CrossPolo. CrossGolf доступний тільки в конфігурації з приводом на передню вісь (як CrossPolo) і поставляється з двома бензиновими 1,6 і 1,4 TSI, а також з двома дизельними двигунами 1.9 TDI 2.0 TDI і з потужністю від кВт 75/102 к.с. до кВт 103/140 к.с.
Редизайн 2009 року приніс автомобілю кілька помітних змін, які здебільшого торкнулися екстер'єру, так Гольф Плюс отримав оновлену решітку радіатора і нові фари головного світла. У 2009 році для автомобіля стали доступні кілька варіантів силових агрегатів. 
У стандартну комплектацію Фольксваген Гольф Плюс входить таке обладнання: антиблокувальна система гальм, система електронного регулювання гальмівного зусилля, електронна система екстреного гальмування, іммобілайзер, центральний замок, атермальне скління, кондиціонер, регульоване рульове колесо, підігрів передніх бокових дзеркал, передні і задні склопідйомники, бічні дзеркала у колір кузова, передні фари з галогенними лампами, подушки і шторки безпеки. 

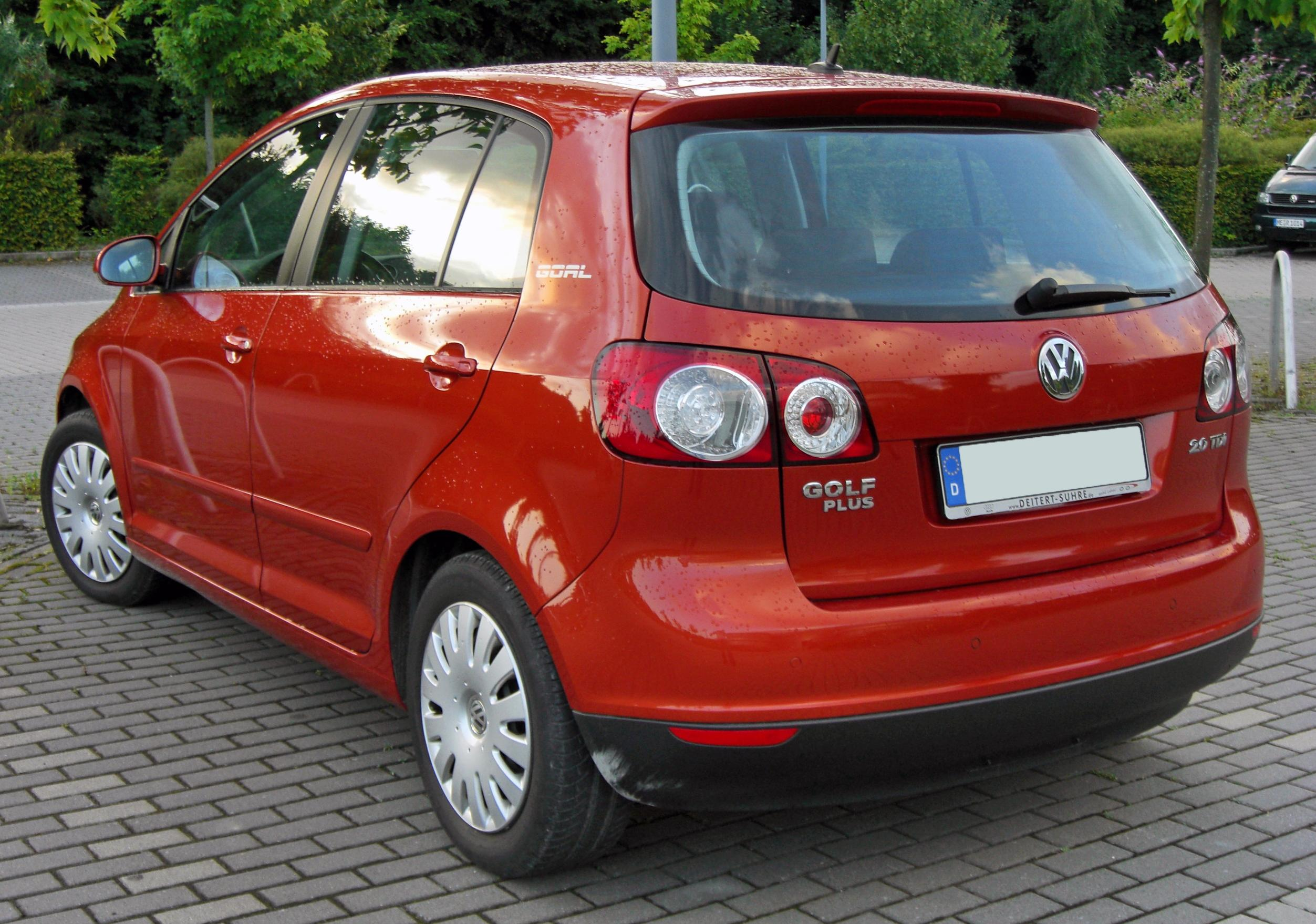
Golf Plus (2005-2009)
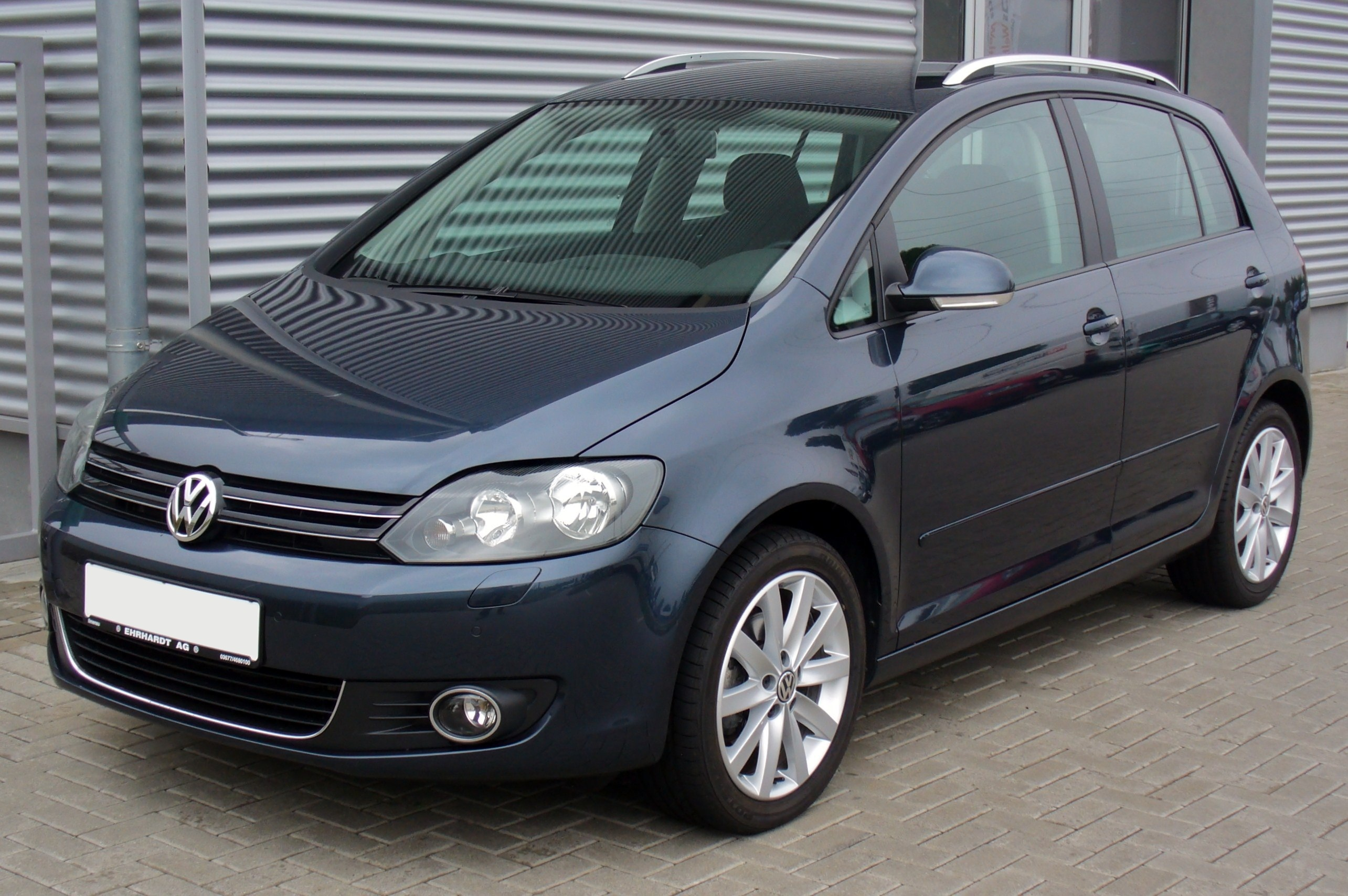
Golf Plus (з 2009)
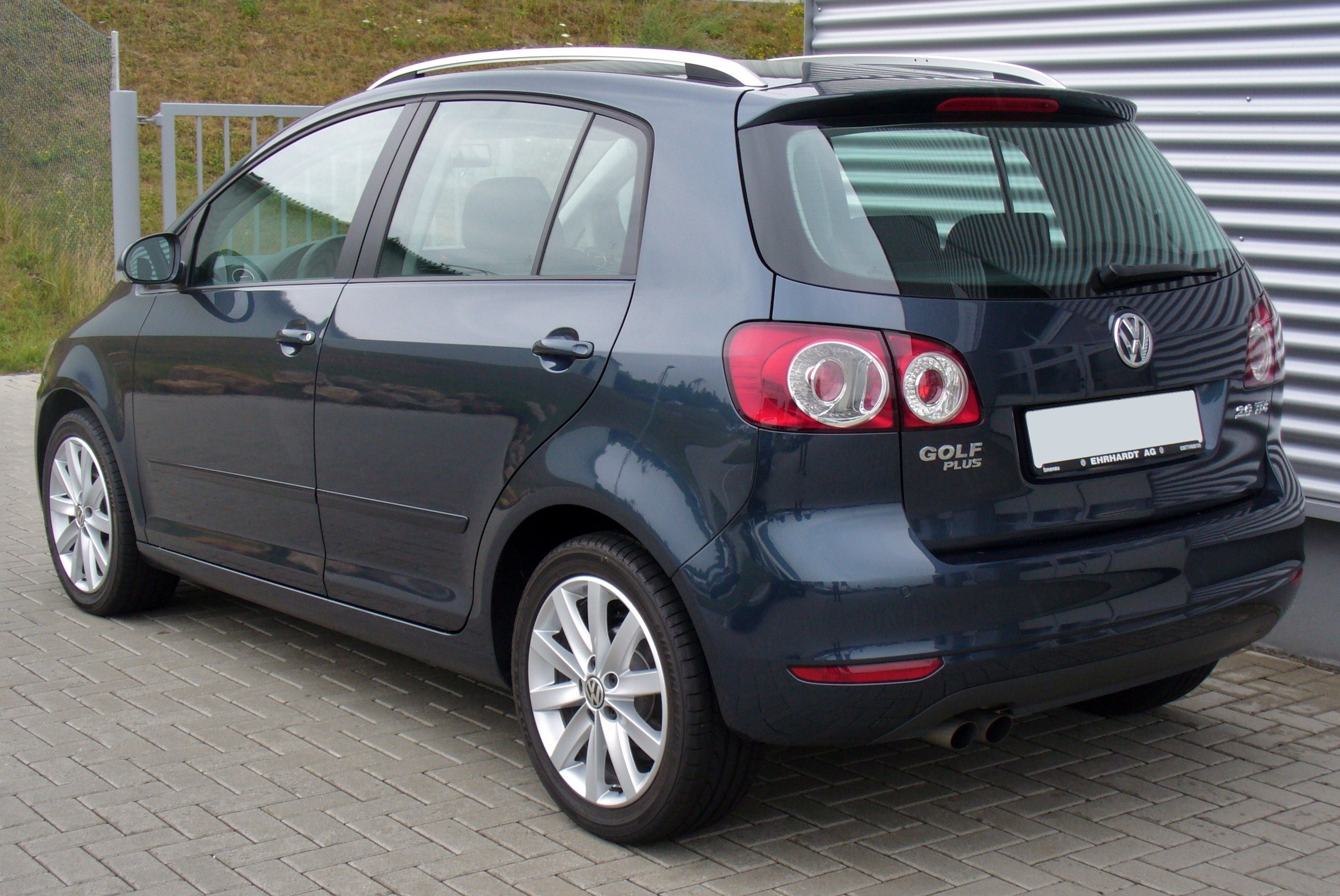
Golf Plus (з 2009)
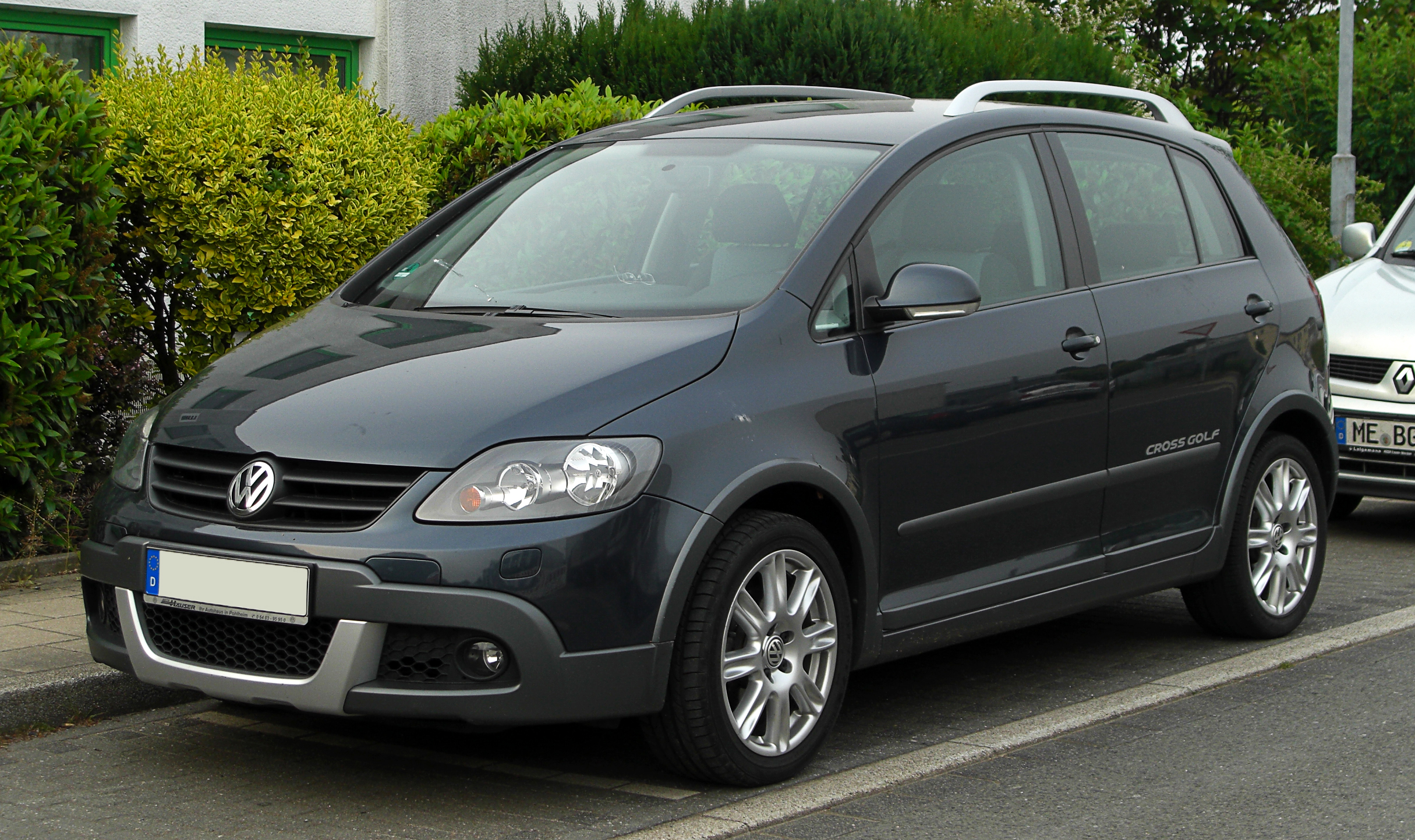
CrossGolf (2006–2010)
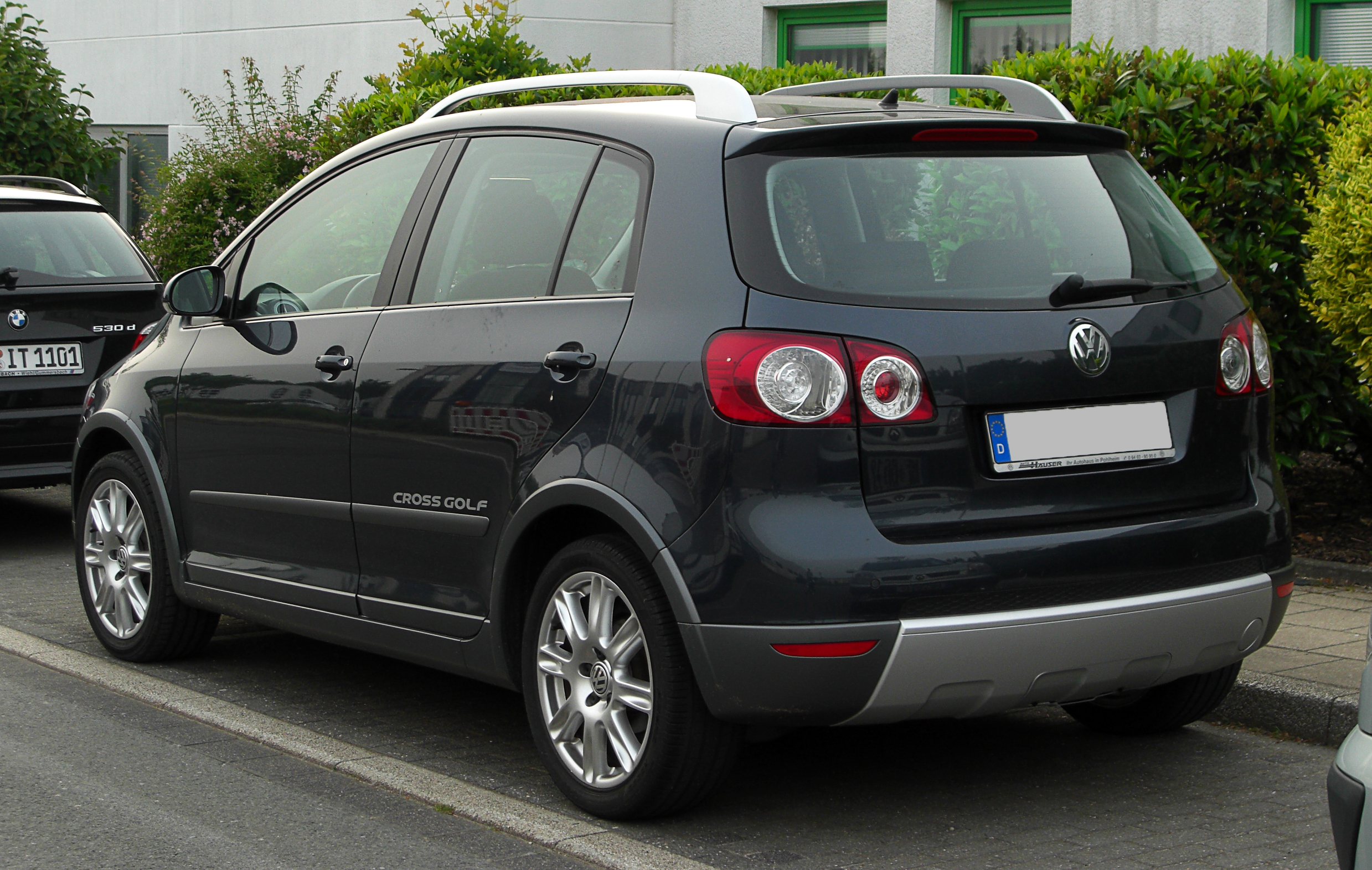
CrossGolf (2006–2010)
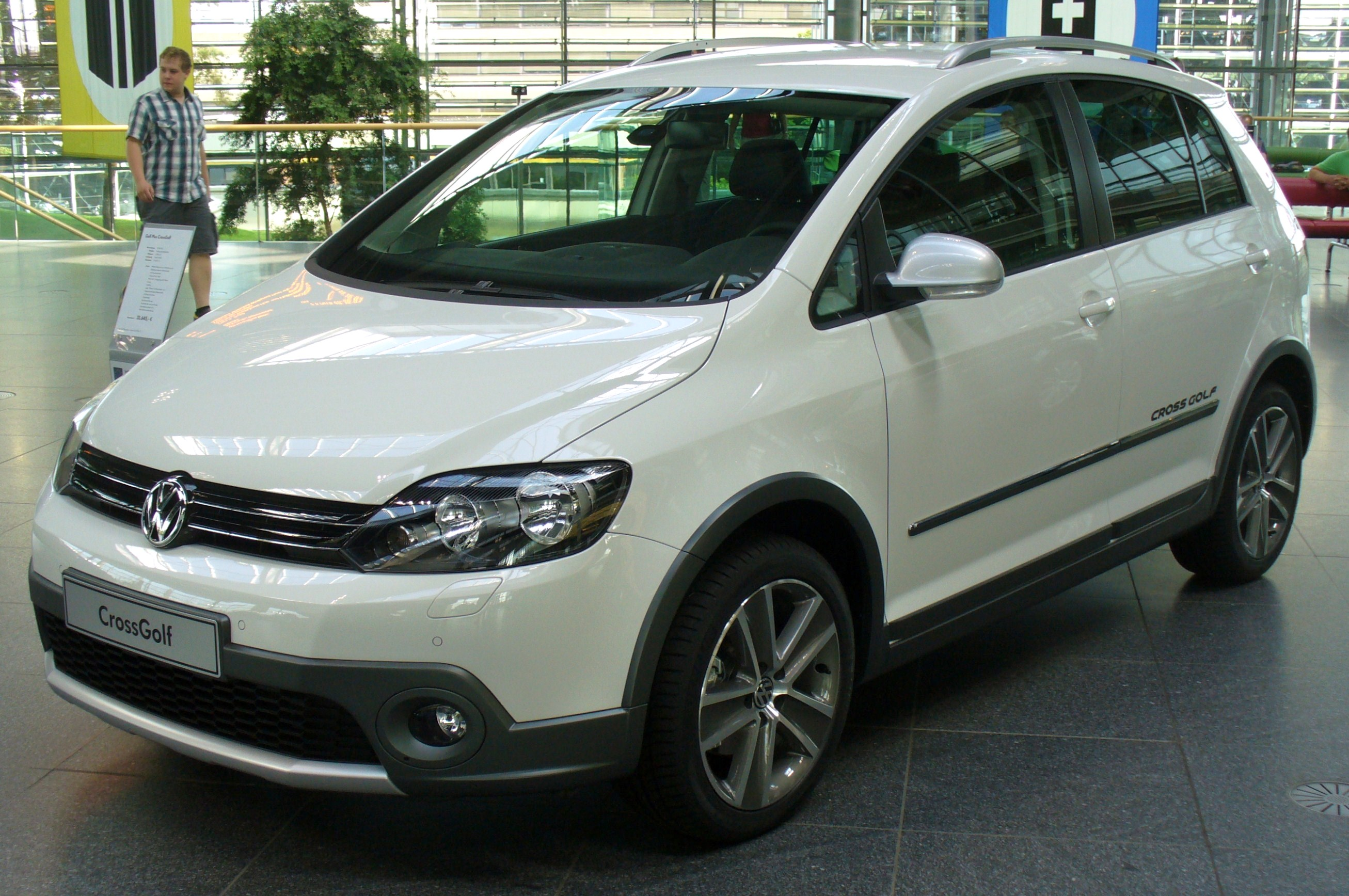
CrossGolf (з 2010)
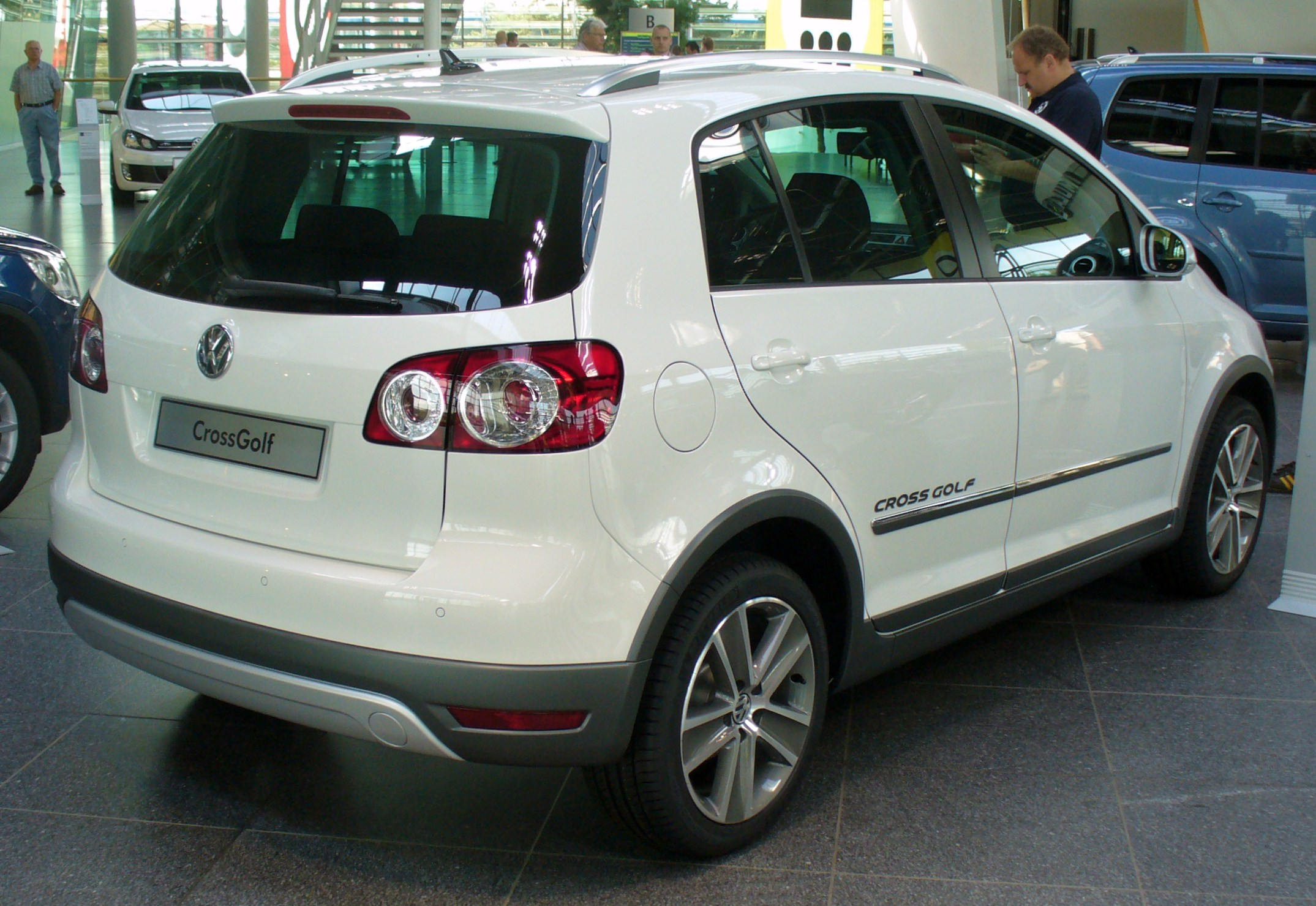
CrossGolf (з 2010)
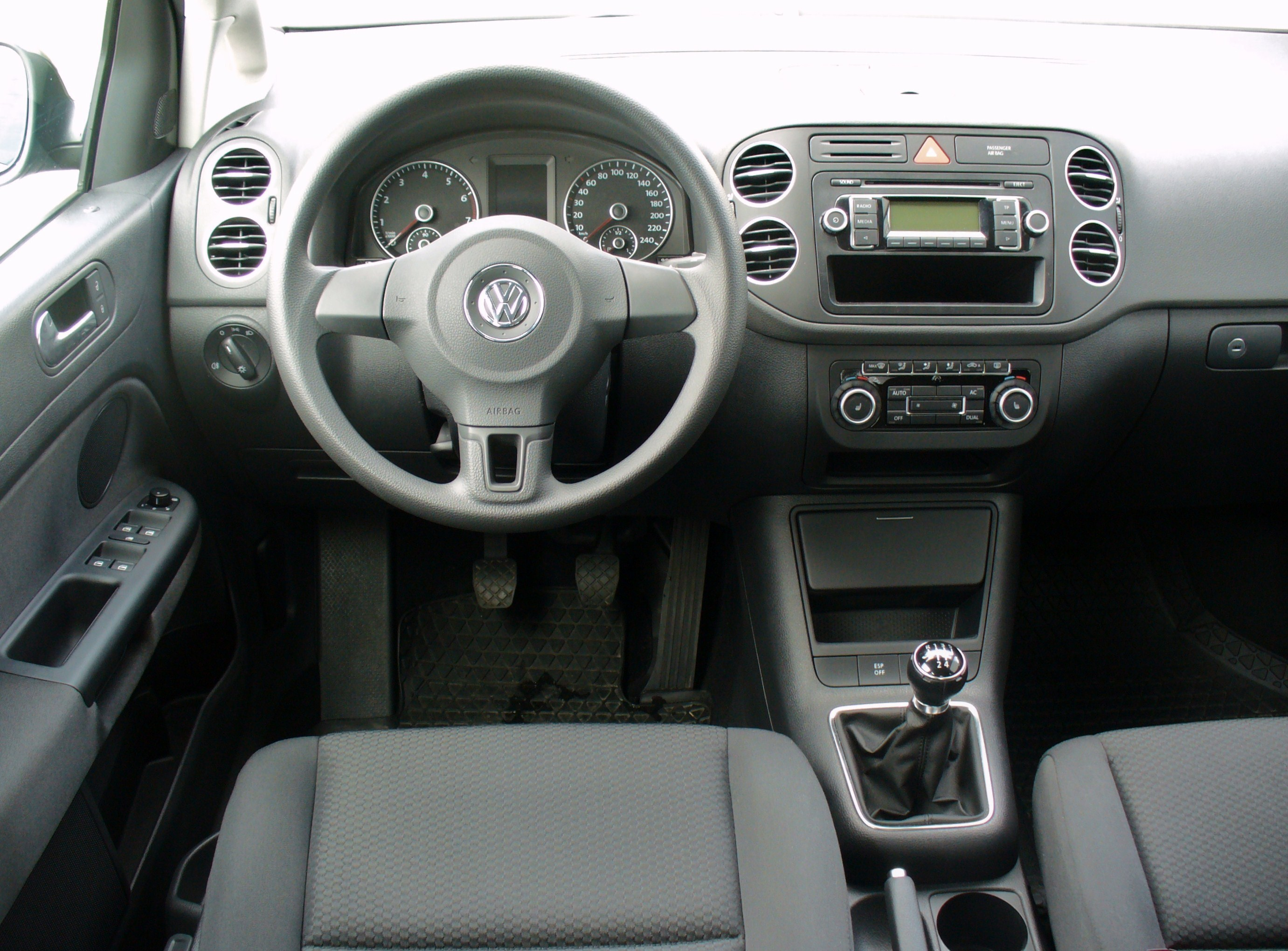

## Двигуни
Бензинові:
| Двигун  | Об'єм [см³] | Потужність [к.с./кВт] при об/хв | Крутний момент [Нм] при об/хв | Тип двигуна | Циліндри /клапани | Розгін 0-100 км/год [с] | Швидкість максимальна [км/год] | Роки виробництва |
| ------- | ----------- | ------------------------------- | ----------------------------- | ----------- | ----------------- | ----------------------- | ------------------------------ | ---------------- |
| 1.2 TSI | 1197        | 86 (63)/4800                    | 160/1500–3500                 | R4          | SOHC/8            | 13,4                    | 175                            | з 2010           |
| 1.2 TSI | 1197        | 105 (77)/5000                   | 175/1500–4000                 | R4          | SOHC/8            | 11,3                    | 188                            | з 2009           |
| 1.4     | 1390        | 75 (55)/5000                    | 126/3800                      | R4          | DOHC/16           | 16,2                    | 161                            | 2005-2006        |
| 1.4     | 1390        | 80 (59)/5000                    | 132/3800                      | R4          | DOHC/16           | 14,9                    | 169                            | з 2006           |
| 1.4 TSI | 1390        | 122 (90)/5000                   | 200/1500–4000                 | R4          | DOHC/16           | 10,2                    | 195                            | з 2007           |
| 1.4 TSI | 1390        | 140 (103)/5600                  | 220/1500–4000                 | R4          | DOHC/16           | 9,3                     | 202                            | 2005-2008        |
| 1.4 TSI | 1390        | 160 (118)/5800                  | 240/1500–4500                 | R4          | DOHC/16           | 8,5                     | 214                            | з 2008           |
| 1.4 TSI | 1390        | 170 (125)/6000                  | 240/1500–4750                 | R4          | DOHC/16           | 8,3                     | 216                            | 2005-2008        |
| 1.6     | 1595        | 102 (75)/5600                   | 148/3800                      | R4          | SOHC/8            | 11,8                    | 180                            | з 2005           |
| 1.6 FSI | 1598        | 115 (85)/6000                   | 155/4000                      | R4          | DOHC/16           | 11,3                    | 189                            | 2005-2007        |
| 2.0 FSI | 1984        | 150 (110)/6000                  | 200/3500                      | R4          | DOHC/16           | 9,3                     | 205                            | 2005-2008        |

Дизельні:
| Двигун  | Об'єм [см³] | Потужність [к.с./кВт] при об/хв | Крутний момент [Нм] при об/хв | Тип двигуна | Циліндри /клапани | Розгін 0-100 км/год [с] | Швидкість максимальна [км/год] | Роки виробництва |
| ------- | ----------- | ------------------------------- | ----------------------------- | ----------- | ----------------- | ----------------------- | ------------------------------ | ---------------- |
| 1.6 TDI | 1598        | 90 (66)/4200                    | 230/1500–2500                 | R4          | DOHC/16           | 11,8                    | 184                            | з 2009           |
| 1.6 TDI | 1598        | 105 (77)/4400                   | 250/1500–2500                 | R4          | DOHC/16           | 12,1                    | 184                            | з 2009           |
| 1.9 TDI | 1896        | 90 (66)/4000                    | 210/1800–2500                 | R4          | SOHC/8            | 13,5                    | 173                            | 2005-2008        |
| 1.9 TDI | 1896        | 105 (77)/4000                   | 250/1900                      | R4          | SOHC/8            | 11,9                    | 183                            | 2005–2008        |
| 2.0 TDI | 1968        | 110 (81)/4200                   | 250/1500–2500                 | R4          | DOHC/16           | 11,6                    | 189                            | 2008–2009        |
| 2.0 TDI | 1968        | 140 (103)/4000                  | 320/1750–2500                 | R4          | DOHC/16           | 9,7                     | 202                            | 2005–2008        |
| 2.0 TDI | 1968        | 140 (103)/4000                  | 320/1800–2500                 | R4          | SOHC/8            | 9,7                     | 202                            | 2005–2008        |
| 2.0 TDI | 1968        | 140 (103)/4200                  | 320/1750–2500                 | R4          | DOHC/16           | 9,8                     | 204                            | з 2008           |